# اولاوی سالسولا
اولاوی سالسولا (به انگلیسی: Olavi Salsola) دونده دو نیمه‌استقامت اهل فنلاند بود.

## زندگی‌نامه
در یک بعد از ظهر در سال ۱۹۵۷ در شهر تورکو فنلاند اتفاقی عجیب و خارق‌العاده برای ورزش دو و میدانی رخ داد. سه ورزشکار فنلاندی که هر سه نام کوچک اولاوی داشتند و زاده ۱۹۳۳ بودند توانستند رکورد دو ۱۵۰۰ متر را بشکنند، به همین دلیل تا امروز از آن‌ها با عنوان سه اولاوی یاد می‌شود.

## رکورد جهانی
- دو ۱۵۰۰ متر: ۳:۴۰٫۲ در تورکو فنلاند، ۱۱ ژوئیه ۱۹۵۷

| رکوردها                   | رکوردها                                                         | رکوردها                   |
| ------------------------- | --------------------------------------------------------------- | ------------------------- |
| پیشین: István Rózsavölgyi | دارنده رکورد جهانی ۱۵۰۰ متر مردان ۱۱ ژوئیه ۱۹۵۷ – ۱۲ ژوئیه ۱۹۵۷ | پسین: Stanislav Jungwirth |